# T-48 MPATS
T-48 MPATS是美國海軍為取代T-39北美佩刀教練機而提出的飛機項目，作為本科軍事飛行軍官（Undergraduate Military Flight Officer，UMFO） 多地點飛機訓練系統（Multi-Place Aircraft Training System，MPATS）的一部分。
T-48訓練系統 (T-48TS) 由美國海軍航空系統司令部規劃，計劃包含製造、雷達、地面訓練系統和測試等整套系統將於兩年內完成。雖於2003年徵求建議，但2004年該計劃被推遲進行進一步研究。而後該計畫中止。
而T-48TS與早期的塞斯納T-48使用同一編號，是美君編號系統中的罕見情況